# Olpium angolense
Olpium angolense är en spindeldjursart som beskrevs av Beier 1931. Olpium angolense ingår i släktet Olpium och familjen Olpiidae. Inga underarter finns listade i Catalogue of Life.